# 齊格爾巴赫河 (羅伊斯河支流)

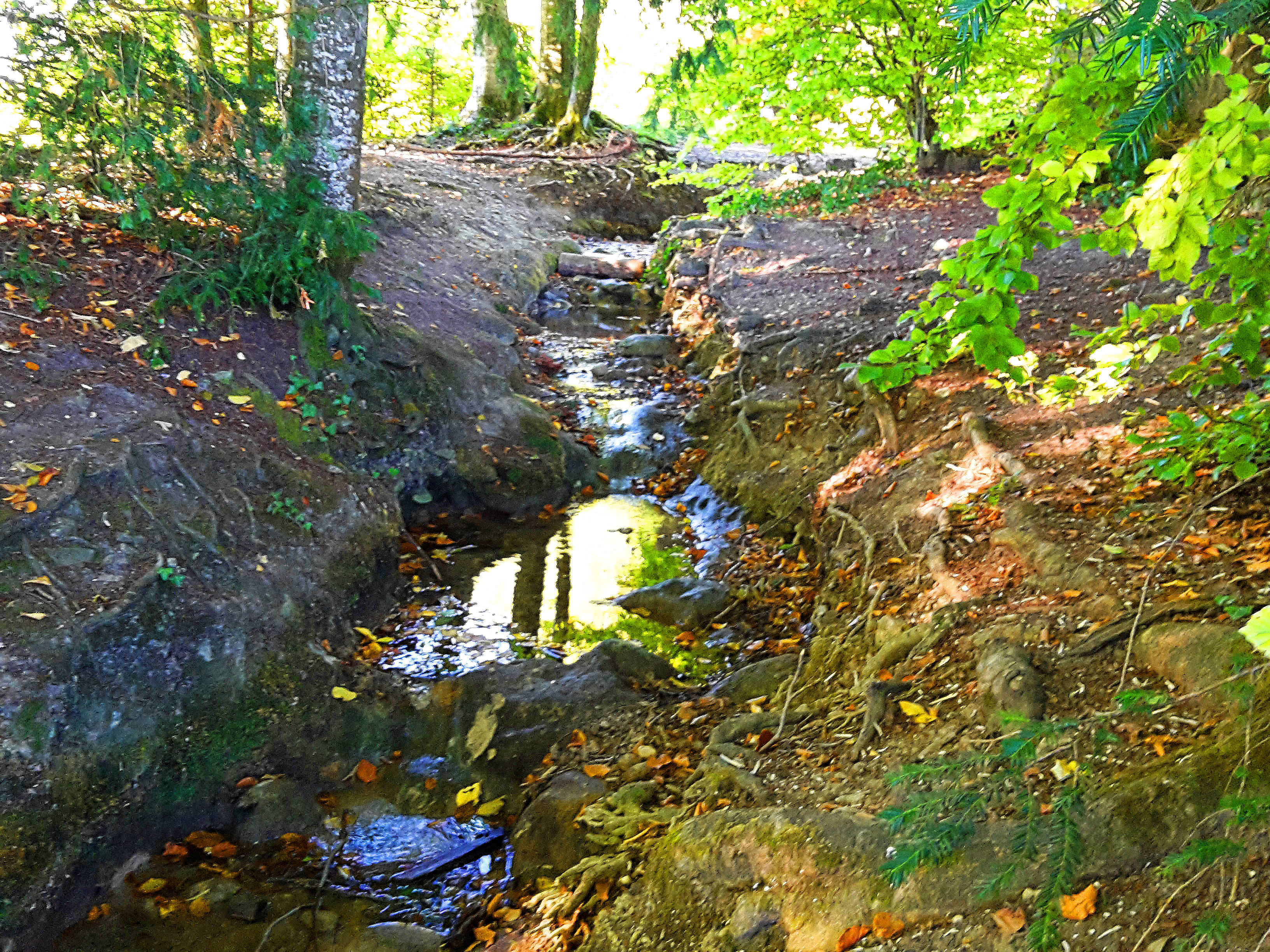

齊格爾巴赫河是瑞士的河流，位於該國北部，流經阿爾高州，屬於羅伊斯河的右支流，河道全長2.2公里，流域面積0.6平方公里，發源自上維爾-利利，最終在下倫霍芬附近注入弗拉赫湖。